# 踏み鋤

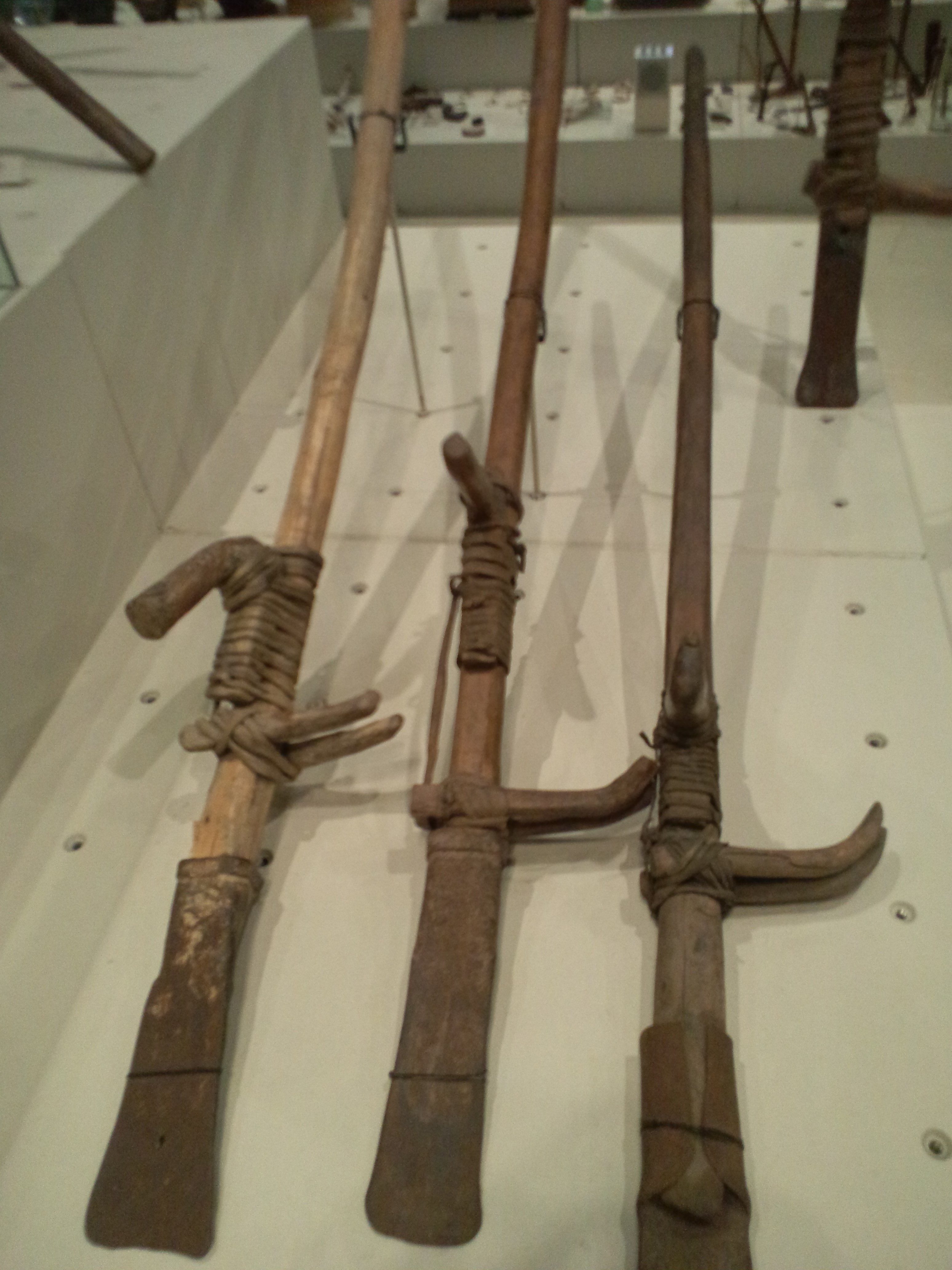
ペルーのケチュア族の踏み鋤・チャキタクリャ（愛知県犬山市・リトルワールド）

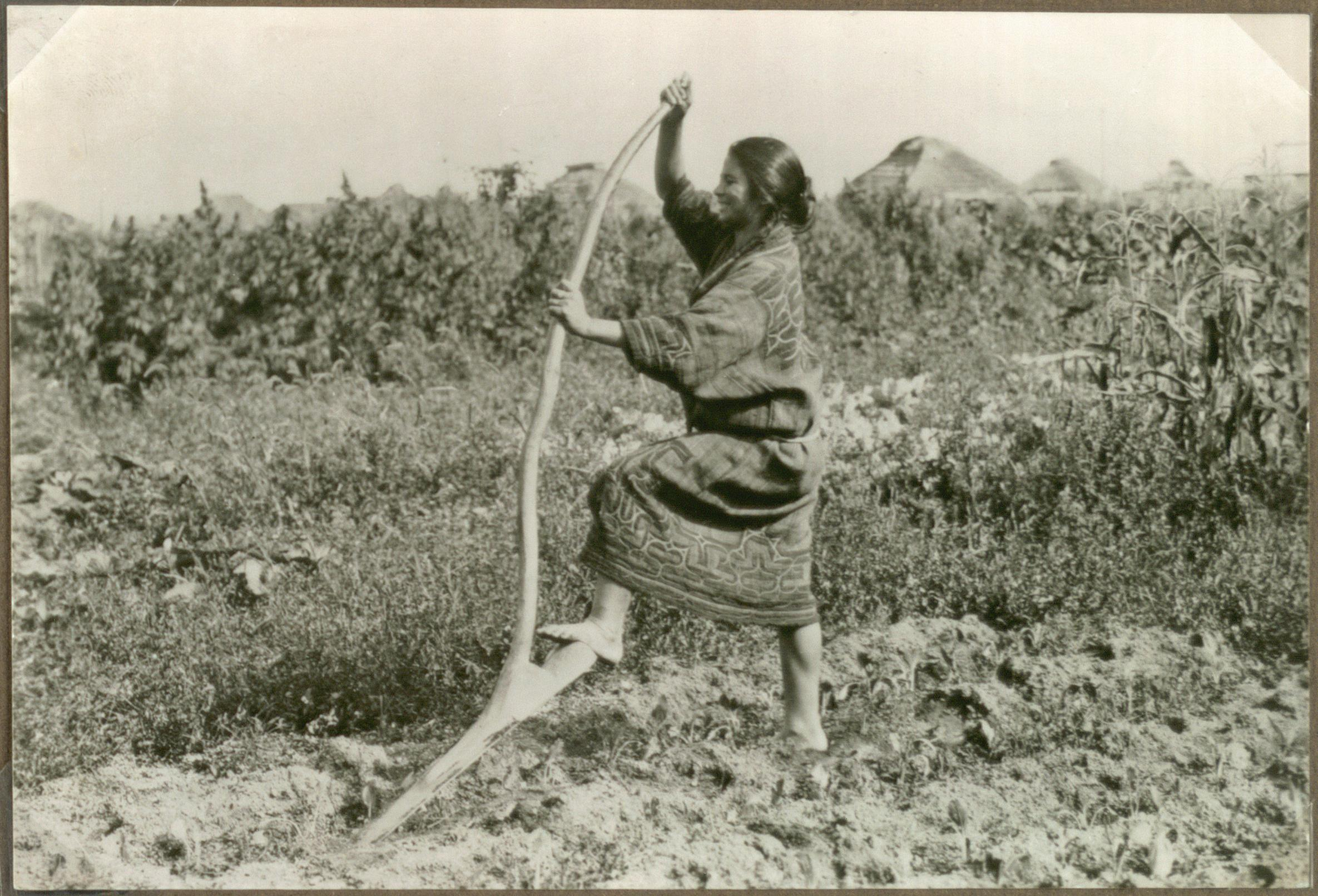
踏み鋤を用いるアイヌの女性

踏み鋤（ふみすき）とは、土を掘り返すための刃先を、柄と同じ方向に取り付けた農具。鋤の一種である。なお、八幡一郎「日本の古代鋤」では「踏鍬」の字を当てて「ふみすき」と呼ぶとしている。

## 歴史
踏み鋤は掘棒から発達してきた農具と考えられている。
農業は約1万5千年前に東南アジアで始まったイモ作農業に起源があるとされる。農業が始まった当時の農具は掘棒と鍬だけであったが、鍬が農業の開始とともに出現したのに対し、掘棒は農業が始まる以前の採集や狩猟の時代から使用されていた道具である。
掘棒は農具の発達とともに踏み鋤やシャベルに発達した。

## 各地の踏み鋤
日本や東アジアはもとより、東南アジア、南米、アフリカなど世界各地に分布している。
アンデス地域の踏み鋤は有名で、現在でもペルーやボリヴィアの山間部で、斜面を耕作するのに利用されている。アンデスでは、踏み鋤をケチュア語でチャキタクリャ、アイマラ語でウイスあるいはイウソという。
日本の踏み鋤は、鍬身にあたる長方形の板と鈍角に柄を付けたもので、身の後端を踏むと前端が泥中に挿し込まれ、これを手前に引いて用いる。